# Jugosławia na Letnich Igrzyskach Olimpijskich 1980
Jugosławię na Letnich Igrzyskach Olimpijskich 1980 reprezentowało 167 zawodników: 136 mężczyzn i 28 kobiet. Był to 14. start reprezentacji Jugosławii na letnich igrzyskach olimpijskich.
Najmłodszym jugosłowiańskim zawodnikiem na tych igrzyskach był wioślarz, Josip Reić (14. lat), a najstarszym strzelec, Franc Peternel (47. lat)

## Zdobyte medale
| Medal  | Zawodnik | Dyscyplina   | Konkurencja                         |
| ------ | --- | ------------ | ----------------------------------- |
| Złoto  | Slobodan Kačar | Boks         | waga lekka mężczyzn                 |
| Złoto  | Andro Knego Branko Skroče Dragan Kićanović Dražen Dalipagić Duje Krstulović Krešimir Ćosić Mihovil Nakić Mirza Delibašić Rajko Žižić Ratko Radovanović Željko Jerkov Zoran Slavnić                                               | Koszykówka   | turniej mężczyzn                    |
| Srebro | Zoran Pančić Milorad Stanulov | Wioślarstwo  | Dwójka podwójna mężczyzn            |
| Srebro | Radmila Drljača Katica Iles Slavica Jeremić Vesna Milošević Vesna Radović Rada Savić Ana Titlić Zorica Vojinović Mirjana Ognjenović Biserka Višnjić Svetlana Anastasowski Svetlana Dasić-Kitić Mirjana Durica Jasna Kolar-Merdan | Piłka ręczna | turniej kobiet                      |
| Srebro | Zoran Roje Milorad Krivokapić Zoran Gopčević Boško Lozica Predrag Manojlović Zoran Mustur Milivoj Bebić Damir Polić Ratko Rudić Slobodan Trifunović Luka Vezilić                                                                 | Piłka wodna  | turniej mężczyzn                    |
| Brąz   | Radomir Kovačević | Judo         | waga ciężka mężczyzn                |
| Brąz   | Šaban Sejdi | Zapasy       | waga lekka stylem dowolnym mężczyzn |
| Brąz   | Zlatko Celent Duško Mrduljaš Josip Reić | Wioślarstwo  | Dwójka ze sternikiem                |
| Brąz   | Mersada Bećirspahić Mira Bjedov Vesna Despotović Vera Đurašković Zorica Đurković Jelica Komnenović Biljana Majstorović Vukica Mitić Sanja Ožegović Sofija Pekić Jasmina Perazić Marija Tonković                                  | Koszykówka   | Turniej kobiet                      |